# Mikaela Blomqvist

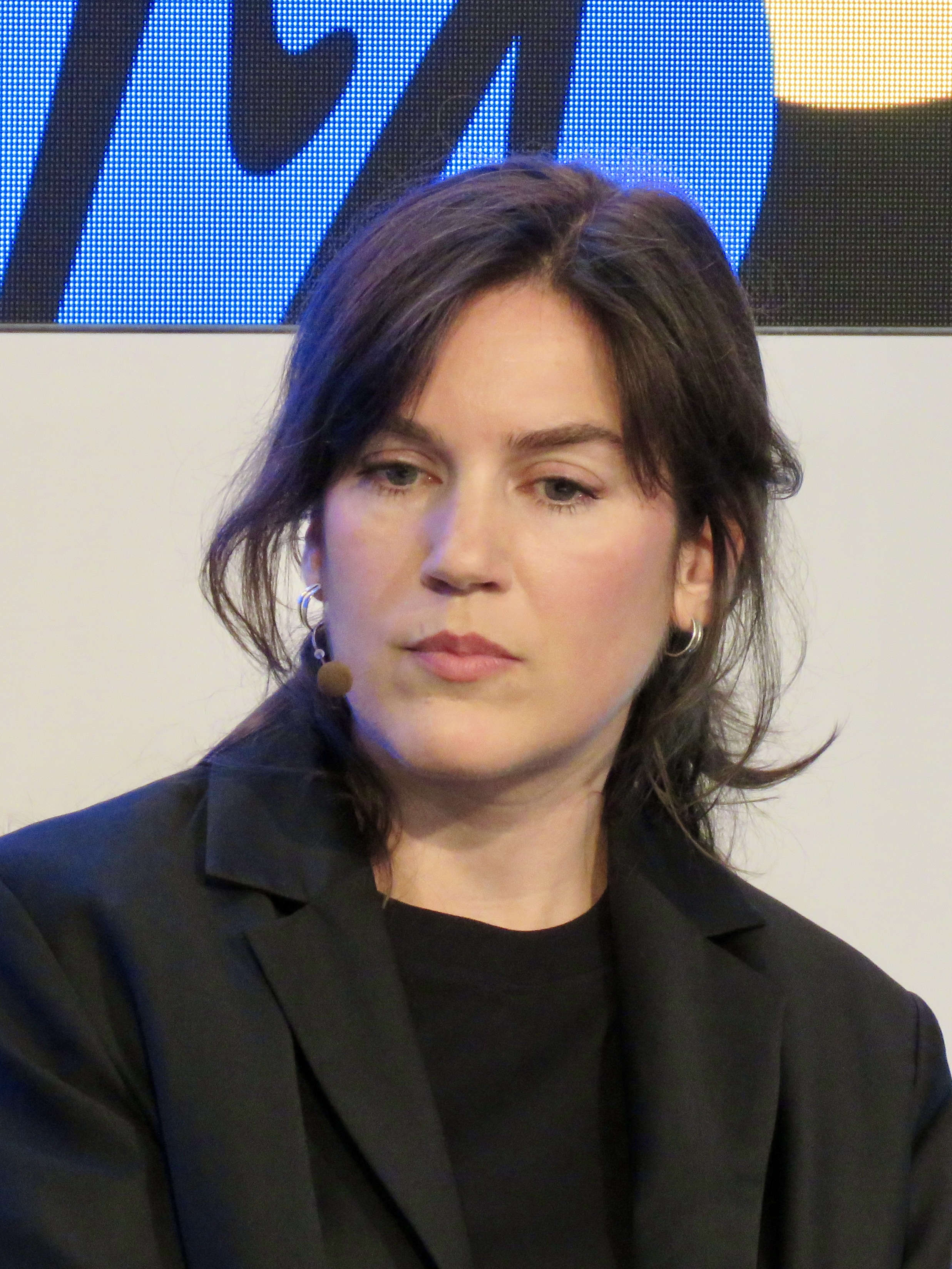
Mikaela Blomqvist (2023)

Mikaela Charlotte Blomqvist (* 26. Januar 1987 in Göteborg) ist eine schwedische Literatur- und Theaterkritikerin sowie eine Kulturjournalistin. Sie ist eine der fünf externen Mitglieder des Nobelkomitees für Literatur der Schwedischen Akademie.

## Leben
Mikaela Blomquist stammt nach eigener Aussage aus einem Elternhaus in dem Kultur keine besondere Rolle spielte. Dennoch hatten die Eltern eine gut ausgestattete Bibliothek. Mit achtzehn begann Blomquist ein Universitätsstudium der Literaturwissenschaften. Mit neunzehn gab sie ihre Bachelorarbeit ab. Danach arbeitete sie als Pflegehelferin von Demenzkranken und Sterbenden. Sie meldete sich an der Universität für ein Seminar über Literaturkritik an und schrieb erste Kritiken für die Tagespresse. Zwei Jahre später begann sie auch Theaterkritiken zu schreiben. Sie ist ausgebildete Psychologin und arbeitet heute in der ambulanten Pflege in Göteborg. Dieses zweite berufliche Standbein außerhalb der Kulturszene macht sie als Feuilletonistin freier und sie muss, nach eigener Aussage, keinen Trends hinterherlaufen. Deutsche, Englische und Spanische Bücher liest sie in Originalsprache.

## Wirken als Kritikerin
Als Kritikerin hat Blomquist Artikel in den Zeitschriften Aftonbladet veröffentlicht und auf der Lyrikkritikseite Örnen och kråkan. Blomqvist ist Literatur- und Theaterkritikerin der Göteborgs-Posten, der zweitwichtigsten Tageszeitung Schwedens. Sie veröffentlichte auch zusammen mit Lyra Ekström Lindbäck, Rebecka Kärde und Victor Malm im Podcast Gästabudet. Seit 2020 ist sie Mitglied des Redaktionsausschusses der Kulturzeitschrift Arche.
2018 wurde Blomqvist als eines von fünf externen Mitgliedern in das Nobelkomitee der Schwedischen Akademie gewählt. Die Schwedische Akademie hat die Aufgabe, die schwedische Sprache und Literatur zu fördern. Seit 1900 ist sie beauftragt, den Nobelpreis für Literatur zu vergeben.

## Auszeichnungen und Ehrungen
2018 erhielt Blomqvist den mit 100.000 SEK dotierten Kritikerpreis der Schwedischen Akademie. Im April 2019 bekam sie ein Stipendium des Kurt-Aspelin-Gedächtnisfonds mit der Begründung: „Ihre scharfsichtigen Analysen in angenehmer und zugänglicher kritischer Prosa haben die Sicherheit einer Kritikerin, die, unabhängig von Trends und Loyalitäten, Qualität unterscheidet und ihren Urteilen kraftvollen und klaren Ausdruck verleiht“. Weiter wurde ihr 2023 der von der Zeitschrift Expressen vergebene, und mit 30.000 SEK dotierte, Björn-Nilsson-Preis für guten Kulturjournalismus verliehen.